# Hans-Joachim Neubauer
Hans-Joachim Neubauer (* 1960 in Neuss) ist ein deutscher Literaturwissenschaftler und Journalist.

## Leben
Neubauer studierte Germanistik und Vergleichende Literaturwissenschaft an der Freien Universität Berlin und in Paris. 1993 wurde er am Zentrum für Antisemitismusforschung mit der Dissertation Judenfiguren. Drama und Theater im 19. Jahrhundert zum Dr. phil. promoviert, habilitierte sich und übernahm eine Privatdozentur für Neue Deutsche Philologie und Allgemeine Literaturwissenschaft an der FU Berlin. Außerdem war er von 1995 bis 1996 Fellow der Fondation Maison des Sciences de l’Homme in Paris und von 1996 bis 1998 Stipendiat der Deutschen Forschungsgemeinschaft (DFG). Später wurde er freier Mitarbeiter bei der Frankfurter Allgemeinen Zeitung, ab 2002 Kulturredakteur beim Rheinischen Merkur in Berlin; seit 2010 Christ und Welt der Wochenzeitung Die Zeit. Derzeit ist er auch Honorarprofessor an der Hochschule für Film und Fernsehen „Konrad Wolf“ in Potsdam und Gastprofessor an der Universität der Künste Berlin (2013). Im März 2015 verabschiedete er sich aus der Redaktion von „Christ und Welt“, um am 1. April eine ordentliche Professur an der Hochschule Konrad Wolf anzutreten.

## Auszeichnungen
- 1994: Joachim-Tiburtius-Preis des Landes Berlin
- 1996: Stipendiat der Maison sciences de l’homme in Paris
- 2003: Stipendium Akademie der Künste in Berlin

## Schriften (Auswahl)
- Judenfiguren. Drama und Theater im frühen 19. Jahrhundert (= Schriftenreihe des Zentrums für Antisemitismusforschung Berlin, Band 2). Campus Verlag, Frankfurt am Main 1994, ISBN 3-593-35029-7.
- Fama. Eine Geschichte des Gerüchts. Berlin-Verlag, Berlin 1998, ISBN 3-8270-0266-4.
- Einschluss. Bericht aus einem Gefängnis. Berlin-Verlag, Berlin 2001, ISBN 3-8270-0379-2.
- Zeitenwechsel. Das Berliner Künstlerprogramm des DAAD und seine Gäste (1988–2000). Bostelmann und Siebenhaar, Berlin 2001, ISBN 3-934189-62-8.
- Der Fluch der Urne. Politthriller. Kramer, Berlin 2005, ISBN 3-87956-305-5.
- Männer aus Moabit: 66 Szenen. Edition.fotoTAPETA, Berlin 2023, ISBN 978-3-949262-35-7.